# 国判
国判（こくはん）とは、奈良時代から平安時代にかけて国司がその管国で作成された文書などの奥（左端）や袖（右端）に証明・承認・指令の文言を書き加えて署名したもの。

## 概要
土地の売買や訴訟文書、郡司が実施した行政処分に関する文書に国司四等官が署名を加えることによって、文書に法的効力を与えた。荘園が所当官物や臨時雑役の免除を国府に申請する場合には、国判を得る必要があった。知行国制度が確立すると、知行国主または知行国主が任命した国守のみが国判を行う例もあった。